# Староцаричанська сільська рада
Староцарича́нська сільська́ ра́да — колишня адміністративно-територіальна одиниця та орган місцевого самоврядування в Білгород-Дністровському районі Одеської області. Адміністративний центр — село Стара Царичанка.

## Загальні відомості
Староцаричанська сільська рада утворена в 1967 році.
- Територія ради: 67,3 км²
- Населення ради: 1 831 особа (станом на 2001 рік)

## Населені пункти
Сільській раді підпорядковані населені пункти:
- с. Стара Царичанка

## Населення
Згідно з переписом 1989 року населення сільської ради становило 3221 особа, з яких 1418 чоловіків та 1803 жінки.
За переписом населення 2001 року в сільській раді мешкало 1826 осіб.

### Мова
Розподіл населення за рідною мовою за даними перепису 2001 року:
| Мова       | Відсоток |
| ---------- | -------- |
| українська | 96,5 %   |
| російська  | 1,8 %    |
| молдовська | 1,04 %   |
| болгарська | 0,44 %   |
| білоруська | 0,16 %   |

## Склад ради
Рада складається з 16 депутатів та голови.
- Голова ради:
- Секретар ради: Кузьминська Валентина Степанівна

### Керівний склад попередніх скликань
| Прізвище, ім'я, по батькові | Основні відомості                                    | Дата обрання | Дата звільнення |
| --------------------------- | ---------------------------------------------------- | ------------ | --------------- |
| Омельян Павло Петрович      | Сільський голова, 1973 року народження, безпартійний | 26.03.2006   | 31.10.2010      |

Примітка: таблиця складена за даними сайту Верховної Ради України

### Депутати
За результатами місцевих виборів 2010 року депутатами ради стали:

#### За суб'єктами висування
| Суб'єкт висування                 | Кількість обраних депутатів | %    |
| --------------------------------- | --------------------------- | ---- |
| Партія регіонів                   | 7                           | 43,8 |
| Самовисування                     | 7                           | 43,8 |
| Політична партія «Сильна Україна» | 2                           | 12,5 |

#### За округами
| № округу                          | Прізвище, ім'я, по батькові      | Дата визнання обраним | Освіта             | Партійна приналежність            | Відомості про обраного депутата                 |
| --------------------------------- | -------------------------------- | --------------------- | ------------------ | --------------------------------- | ----------------------------------------------- |
| Партія регіонів                   |                                  |                       |                    |                                   |                                                 |
| 6                                 | Городецький Анатолій Олексійович | 05.11.2010            | середня            | позапартійний                     | ДП «Світанок-Агро», водій                       |
| 9                                 | Молодан Людмила Миколаївна       | 05.11.2010            | середня            | член Партії регіонів              | ДП «Світанок-Агро», диспетчер                   |
| 10                                | Александров Михайло Миколайович  | 05.11.2010            | вища               | член Партії регіонів              | Дільнична лікарня, головний лікар               |
| 11                                | Куделя Наталя Павлівна           | 05.11.2010            | середня спеціальна | позапартійна                      | дошкільний навчальний заклад, вихователь        |
| 13                                | Козлова Світлана Володимирівна   | 05.11.2010            | вища               | член Партії регіонів              | Староцаричанська загальноосвітня школа, вчитель |
| 14                                | Мица Галина Яківна               | 05.11.2010            | середня            | член Партії регіонів              | ДП «Світанок-Агро», бухгалтер                   |
| 16                                | Гринько Людмила Олександрівна    | 05.11.2010            | середня спеціальна | позапартійна                      | Староцаричанська загальноосвітня школа, вчитель |
| Політична партія «Сильна Україна» |                                  |                       |                    |                                   |                                                 |
| 2                                 | Лещенко Сергій Васильович        | 05.11.2010            | середня            | позапартійний                     | тимчасово не працює                             |
| 12                                | Лещенко Сергій Васильович        | 05.11.2010            | середня            | позапартійний                     | тимчасово не працює                             |
| Самовисування                     |                                  |                       |                    |                                   |                                                 |
| 1                                 | Кузьминська Валентина Степанівна | 05.11.2010            | вища               | позапартійна                      | Староцаричанська сільська рада, секретар        |
| 3                                 | Мангул Світлана Пилипівна        | 05.11.2010            | вища               | позапартійна                      | Староцаричанська загальноосвітня школа, вчитель |
| 4                                 | Кулик Юрій Григорович            | 05.11.2010            | середня            | позапартійний                     | пенсіонер                                       |
| 5                                 | Добуляк Анджей Миколайович       | 05.11.2010            | середня            | позапартійний                     | приватний підприємець                           |
| 7                                 | Чудак Ольга Михайлівна           | 05.11.2010            | вища               | позапартійна                      | Староцаричанська загальноосвітня школа, вчитель |
| 8                                 | Мангул Андрій Петрович           | 05.11.2010            | середня            | член Комуністичної партії України | тимчасово не працює                             |
| 15                                | Чудак Ольга Михайлівна           | 05.11.2010            | вища               | позапартійна                      | Староцаричанська загальноосвітня школа, вчитель |